# Грчка на Европском првенству у атлетици у дворани 1973.
Грчка  је учествовала на 4. Европском првенству у атлетици у дворани 1973. одржаном у Ротердаму, (Холандија), 10. и 11. марта. Репрезентацију Грчке у њеном четвртом учешћу на европским првенствима у дворани представљала су 3 атлетичара који су се такмичили у 3 дисциплине.
На овом првенству Грчка је освојила бронзану медаљу, а освојио ју је Василиос Пападимитриу заузимајући треће место у скок увис скоку увис.  Овом медаљом Грчка је по броју освојених медаља заузела 16. место од 16 земаља које су освајале медаље односно 24 земље учеснице.
У табели успешности према броју и пласману такмичара који су учествовали у финалним такмичењима (првих 8 такмичара) Грчка је два такмичара и 10 бодова заузела 16. место.]]  од 22 земље које су имале представнике у финалу. Данска и Исланд нису имали представнике у финалу.
| Пл. | Земља | 1. место | 2. место | 3. место | 4. место | 5. место | 6. место | 7. место | 8. место | Бр. фин. Бод. |
| --- | ----- | -------- | -------- | -------- | -------- | -------- | -------- | -------- | -------- | ------------- |
| 16. | Грчка | −        | −        | 1 − 6    | −        | 1 − 4    | −        | −        | −        | 2 − 10        |

## Учесници
| Бр. | Дисциплина   | Мушкарци              | Жене | Укупно |
| --- | ------------ | --------------------- | ---- | ------ |
| 1.  | 60 м препоне | Ефстартиос Василиу    |      | 1      |
| 2.  | Скок увис    | Василиос Пападимитриу |      | 1      |
| 3.  | Скок мотком  | Христос Папаниколау   |      | 1      |
|     | Укупно (3)   | 3                     | 0    | 3      |

## Освајачи медаља
- Бронза

1.  Василиос Пападимитрију — скок увис

## Резултати

### Мушкарци
| Атлетичар             | Дисциплина   | Лични рекорд | Квалификације | Квалификације  | Полуфинале           | Полуфинале           | Финале               | Финале   | Детаљи |
| Атлетичар             | Дисциплина   | Лични рекорд | Резултат      | Место          | Резултат             | Место                | Резултат             | Место    | Детаљи |
| --------------------- | ------------ | ------------ | ------------- | -------------- | -------------------- | -------------------- | -------------------- | -------- | ------ |
| Ефстартиос Василиу    | 60 м препоне |              | 8,25          | 5 у гр. 1 ЛРСд | Није се квалификовао | Није се квалификовао | Није се квалификовао | 17. / 20 |        |
| Василиос Пападимитриј | скок увис    |              |               |                |                      |                      | 2,17 ЛРд             |          |        |
| Христос Папаниколау   | скок мотком  |              | 5,25 ЛРд      | 5. / 11 (15)   |                      |                      |                      |          |        |

## Биланс медаља Грчке после 4. Европског првенства у дворани 1970—1973.
|      | Земља        |   |   |   |   | УП   |
| 1—2. | 1970 — 1971. | 0 | 0 | 0 | 0 | 0    |
| 3.   | 1972.        | 0 | 1 | 1 | 2 | 9.   |
| 4.   | 1973.        | 0 | 0 | 1 | 1 | 16.  |
| 1—3  | Укупно       | 0 | 1 | 2 | 3 | =16. |
| ---- | ------------ | - | - | - | - | ---- |

|                                        | Атлетичар                              | Земља                                  |                                        |                                        |                                        |                                        |
| Није било вишеструких освајача медаља. | Није било вишеструких освајача медаља. | Није било вишеструких освајача медаља. | Није било вишеструких освајача медаља. | Није било вишеструких освајача медаља. | Није било вишеструких освајача медаља. | Није било вишеструких освајача медаља. |
| -------------------------------------- | -------------------------------------- | -------------------------------------- | -------------------------------------- | -------------------------------------- | -------------------------------------- | -------------------------------------- |

## Освајачи медаља Грчке  после 3. Европског првенства 1970—1973.
|    | Атлетичар/ка             | м | ж | ЕП       | Дисциплина |   |   |   |   |
| -- | ------------------------ | - | - | -------- | ---------- | - | - | - | - |
| 1. | Спилиос Захаропулос      | м |   | 1972.    | 1.500 м    |   |   |   |   |
| 2. | Василиос Папагеоргопулос | м |   | 1972.    | 50 м       |   |   |   | 2 |
| 2. | Василиос Пападимитриу    | м |   | 1973.    | скок увис  |   |   |   | 1 |
|    | Укупно                   | 3 | 0 | 1970—73. |            | 0 | 1 | 2 | 3 |